# Graham Potter
Graham Stephen Potter (sinh ngày 20 tháng 5 năm 1975) là cựu cầu thủ và huấn luyện viên bóng đá người Anh hiện đang dẫn dắt câu lạc bộ West Ham United  tại Premier League .
Trong sự nghiệp thi đấu kéo dài 13 năm, Potter, người chơi ở vị trí hậu vệ trái , đã có 307 lần ra sân ở Liên đoàn bóng đá . Ông cũng chơi ở Premier League cho Southampton và Football Conference cho Shrewsbury Town . Ở cấp độ quốc tế, ông ấy đã có một lần khoác áo đội tuyển Anh ở cấp độ dưới 21 tuổi .
Potter bắt đầu sự nghiệp quản lý chuyên nghiệp của mình vào tháng 1 năm 2011 với câu lạc bộ Thụy Điển Östersund . Ông ấy đã giành được ba lần thăng hạng và Svenska Cupen với Östersund, dẫn đội bóng đến vòng loại trực tiếp UEFA Europa League 2017–18 . Ông được bổ nhiệm làm huấn luyện viên của câu lạc bộ Championship Swansea City vào tháng 6 năm 2018 và chuyển đến Brighton & Hove Albion của Premier League một năm sau đó. Năm 2022, ông trở thành huấn luyện viên trưởng của Chelsea để thay thế huấn luyện viên Thomas Tuchel vừa bị sa thải. Ngày 2 tháng 4 năm 2023, Chelsea tuyên bố sa thải Potter sau thành tích kém cỏi trong năm. Ông đã cũng đã đồng ý chia tay CLB để tạo điều kiện thuận lợi cho quá trình chuyển đổi. Ngày 9 tháng 1 năm 2025 ông trở thành huấn luyện của West Ham United